# 芦田信
芦田 信（あしだ しん、1943年1月2日 - ）は、日本の実業家。JCRファーマ株式会社創業者で、同社代表取締役会長兼社長兼CEO兼COO。新型コロナウイルス感染症の世界的流行を受け、日本初となるCOVID-19ワクチンの製造拠点整備を行った。

## 来歴
東京府北多摩郡武蔵野町吉祥寺生まれ。神戸市東灘区御影の旧乾邸の向いの洋館で育つ。神戸大学附属住吉小学校を経て、愛知県安城市に転居し、1958年愛知学芸大学附属岡崎中学校（現愛知教育大学附属岡崎中学校）卒業。1961年愛知県立岡崎高等学校卒業。
西宮市からYMCA予備校に通って浪人生活を送ったのち、1962年甲南大学文学部に進学。卒業後、甲南大学理学部専門課程に合格し、物理化学を専攻し、1968年甲南大学理学部卒業。同年大五栄養化学（現日本製薬）入社。1975年退社し、日本ケミカルリサーチ（現JCRファーマ）設立、同社代表取締役社長就任。
2017年にはグラクソ・スミスクラインとの資本提携を解消し、新たにメディパルホールディングスと資本提携を締結した。2021年からは新型コロナウイルス感染症の世界的流行を受け、日本初となるCOVID-19ワクチンの製造拠点整備を神戸市で進め、同年本庶記念神戸基金感謝状受賞。同年ジュリア・ロングボトム駐日英国大使の訪問を受けた。
公益財団法人神戸医療産業都市推進機構評議員、公益財団法人国際医学研究振興財団常務理事、公益財団法人成長科学協会評議員、公益財団法人赤枝医学研究財団理事、公益財団法人日本骨髄バンク評議員、日本シニア小児科医連盟アドバイザー等も兼務。

## 人物

### 趣味
趣味はゴルフや、宮城谷昌光、井上靖、司馬遼太郎などの歴史小説を読むこと。

### 馬主活動

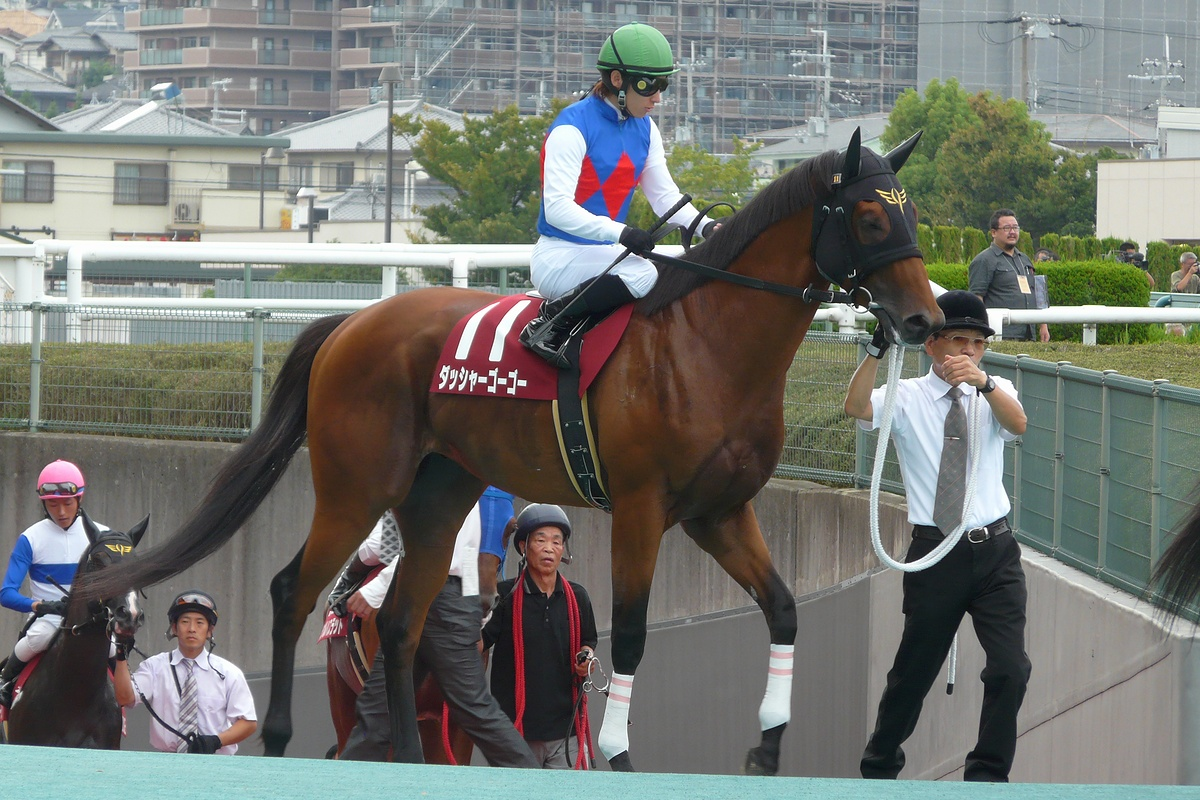
芦田の勝負服を着用した川田将雅、騎乗馬ダッシャーゴーゴー

日本中央競馬会（JRA）および地方競馬全国協会（NAR）に登録する馬主でもある。勝負服の柄は青、赤菱山形、白袖、冠名には「ダッシャー」を用いる。
主な所有馬
- ダッシャーゴーゴー（2010年セントウルステークス、2011年オーシャンステークス、CBC賞、JBCスプリント3着）
- ダッシャーワン（2014年NST賞、室町ステークス）

## 親族
- 父は名古屋大学総長、椙山女学園大学学長、日本農芸化学会会長などを歴任した芦田淳[1]。
- エネゲート創業者の芦田健は祖父[5][18]。
- 京都高等女学校（のちの京都女子大学）創設者の矢部善蔵は曾祖父[19]。